# روبرتیان
روبرتیان (انگلیسی: Robertians) خانواده‌ای از فرانک‌ها هستند که در اوایل قرن هشتم در همان منطقه کنونی بلژیک ظاهر شدند و بعدها به فرانک باختری، بین رودخانه‌های سن و لوآر رسیدند. این خاندان با وفاداری (گاهی آمیخته با کینه) به کارولنژی‌ها، قدرت را در فرانک باختری از ۸۸۸ تا ۹۸۷ میلادی در دست گرفتند. این خانواده بارها پسران خود را "رابرت" نامیدند.